# Monti di Pietra
I Monti di Pietra (in polacco: Gory Kamienne, o montagne rocciose) sono una catena montuosa situata nella Polonia sudoccidentale, al confine con la Repubblica Ceca. Fanno parte della catena montuosa dei Sudeti Centrali. Si estendono per 29,8 km in direzione sudest.
Sono delimitati a ovest dai Monti dei Giganti e da Rudawy Janowickie, a nord dai Monti Wałbrzyskie, a est dai Monti del Gufo.

## Suddivisioni
Secondo la divisione geomorfologica polacca, la catena montuosa è suddivisa in quattro zone: Góry Krucze (in lingua ceca: Vraní hory, monti dei corvi), Czarny Las (Foresta Nera), Pasmo Lesistej e Góry Suche (in lingua ceca: Javoří hory, monti aridi). La cima più alta è il monte Waligóra alto 934 metri nei Góry Suche; la parte ceca della catena culmina con il Královecký Špičák, alto 881 m, situato nei Vraní hory. I Góry Krucze si estendono in direzione nord-sud, mentre le altre catene sono orientate in senso nordovest-sudest.
La divisione geomorfologica ceca non riconosce questa catena montuosa come un'entità separata e considera le sue singole parti come subunità dei più vasti Altopiani di Broumov. La vetta più alta dei Monti di Pietra (Waligóra, 934 m) è anche la cima più alta di tutto l'altopiano di Broumov.

## Struttura geologica
I Monti di Pietra sono costituiti prevalentemente da rocce sedimentarie, principalmente arenaria, conglomerati, scisti, porfido, basalto andesitico e tufo. Queste rocce si sono formate nel corso del Carbonifero e del Permiano.